# Kaká (allenatore di calcio a 5)
Kaká, pseudonimo di Paulo Ricardo Figueiroa Silva (Aracaju, 4 marzo 1977), è un allenatore di calcio a 5 ed ex giocatore di calcio a 5 brasiliano.

## Carriera

### Giocatore
Dopo i primi 10 anni di carriera trascorsi nel paese natale, nel 2001 arriva la prima esperienza europea, in Spagna. Rimane per i successivi tre anni in terra iberica, disputando 2 stagioni al Barcellona e una al Gran Canaria.
Nel 2004 passa ai russi dello Spartak Shelkovo, dove rimane per cinque stagioni, vincendo nel 2006 la Coppa di Russia.
Le ultime due annate le gioca a Mosca, prima nel CSKA e poi nella Dinamo Mosca, con cui conquista la sua seconda coppa nazionale.

### Allenatore
Nel 2010 affianca l'attività di giocatore della Dinamo Mosca a quella di vice allenatore.
La stagione successiva, appesi gli scarpini al chiodo, si trasferisce in Azerbaigian, come tecnico del Neftçi Baku e della nazionale azera under-21.
Nel 2012, tornato in Russia, ha inizio la sua esperienza allo Gazprom Jugra con cui, nel 2015, vince la Superliga e, la stagione successiva, si laurea campione d'Europa. Nel 2018 viene scelto come successore del dimissionario Cacau sulla panchina del Qairat.

## Palmarès

### Giocatore
- Coppa di Russia: 2
Spartak Ščëlkovo: 2005-06
Dinamo Mosca: 2009-10

### Allenatore

#### Competizioni nazionali
- Campionato russo: 1
Gazprom Jugra: 2014-15
- Coppa di Russia: 1
Gazprom Jugra: 2015-16

#### Competizioni internazionali
- Coppa UEFA: 1
Gazprom Jugra: 2015-16